# 二仙桥站
二仙桥站位于中华人民共和国四川省成都市成华区中环路二仙桥东路段、中环路二仙桥西路段与建设北路路口，是成都地铁7号线的地下岛式站台车站，于2017年12月6日启用，因老地名“二仙桥”而得名。本站土建部分的施工方为中铁上海工程局集团市政工程有限公司。

## 车站结构
二仙桥站为地下二层双柱三跨岛式站台车站，车站呈西北、东南方向布置。总长214米，标准段宽度22.3米，总建筑面积为11538平方米。
| 地面              | 0    | 出入口                                                                                          |
| 地下一层          | 站厅 | 自助购票、客服中心                                                                              |
| 地下二层          | 站台 | \| \| \| 7号线外环（八里庄） \| \| 島式 · 開左邊车门 \| \| \| \| \| \| 7号线内环（理工大学） \| |
|                   |      | 7号线外环（八里庄）                                                                             |
| 島式 · 開左邊车门 |      |                                                                                                 |
|                   |      | 7号线内环（理工大学）                                                                           |

## 内装与公共艺术

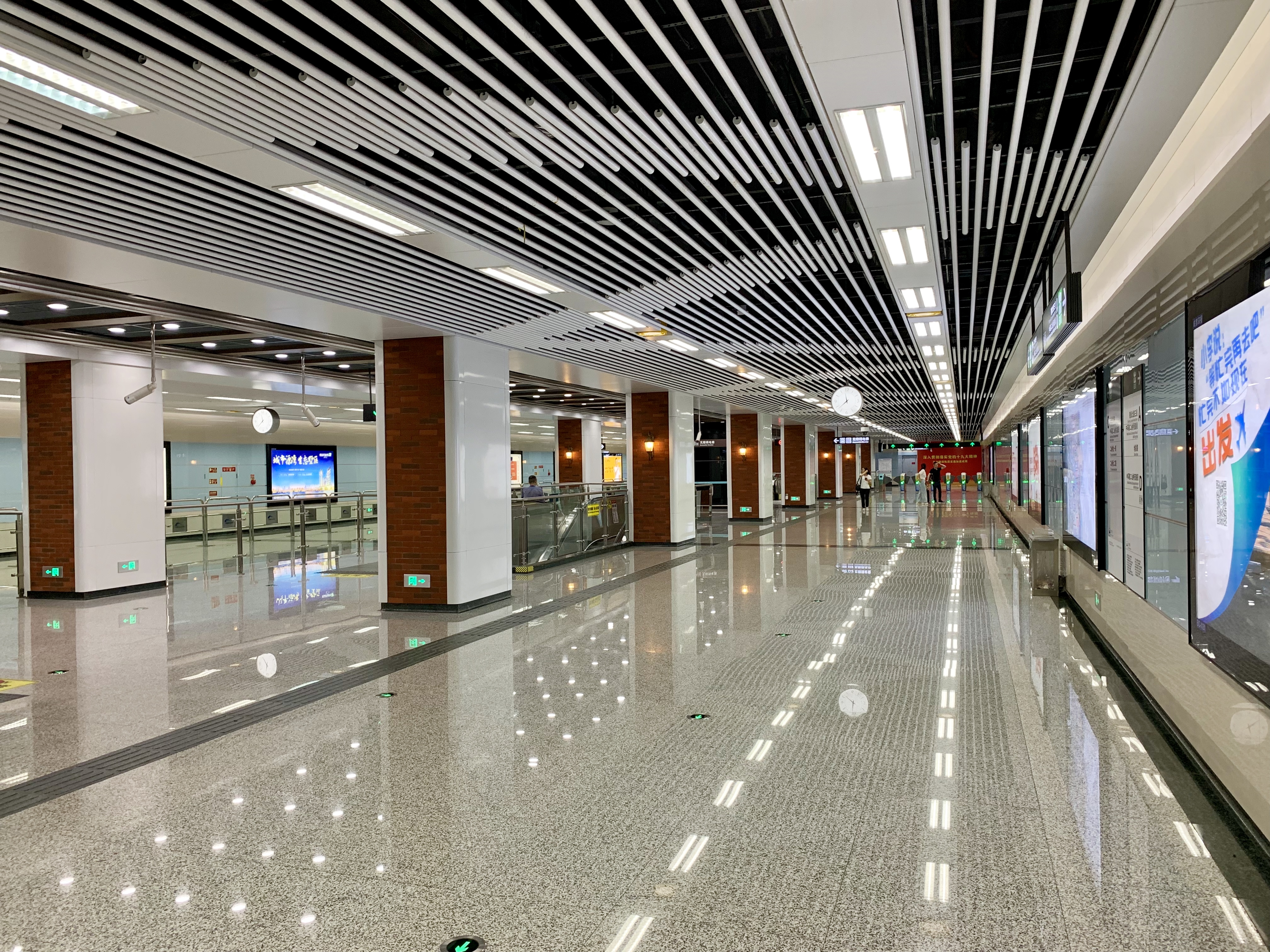
站厅层
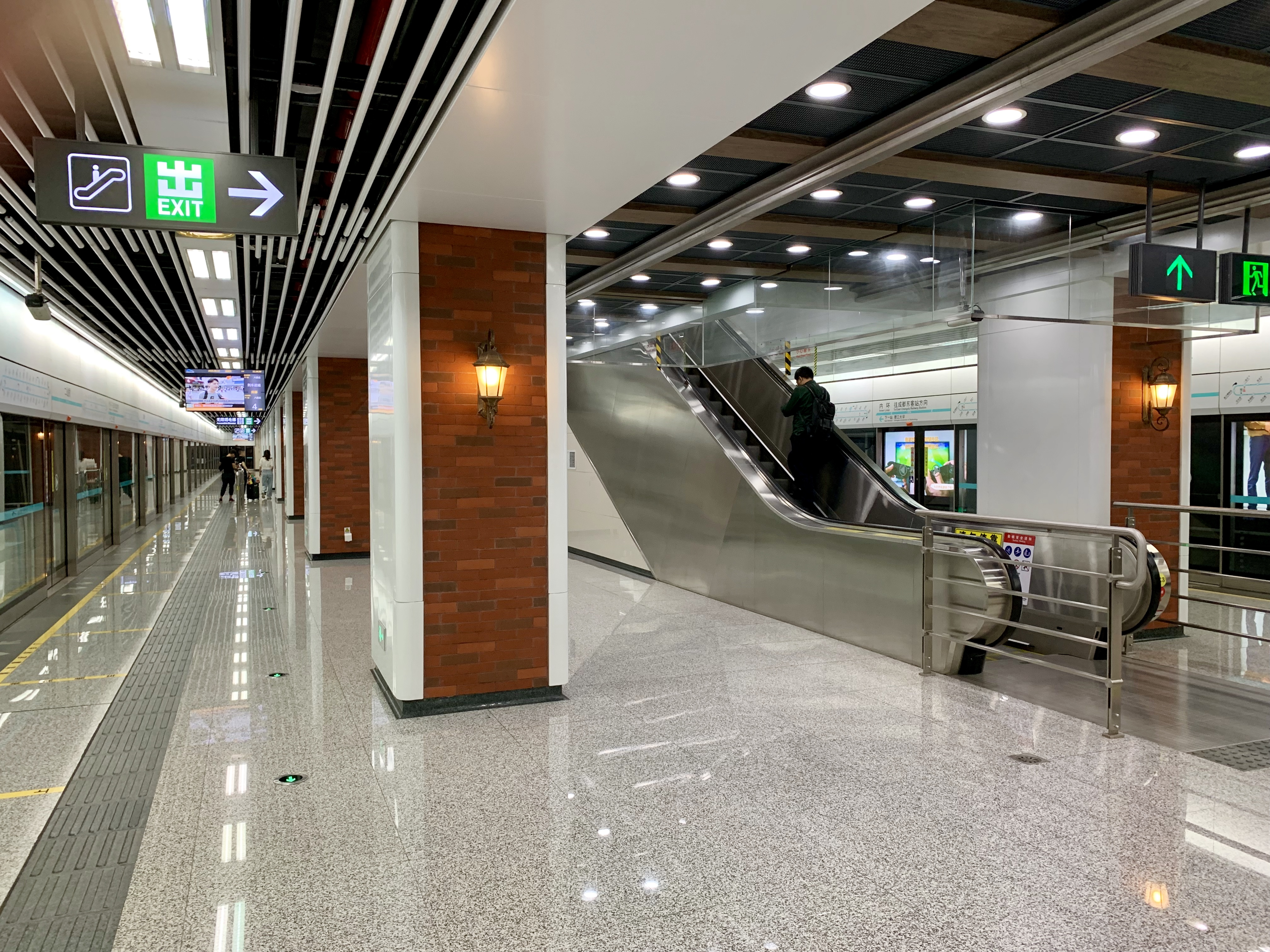
站台层
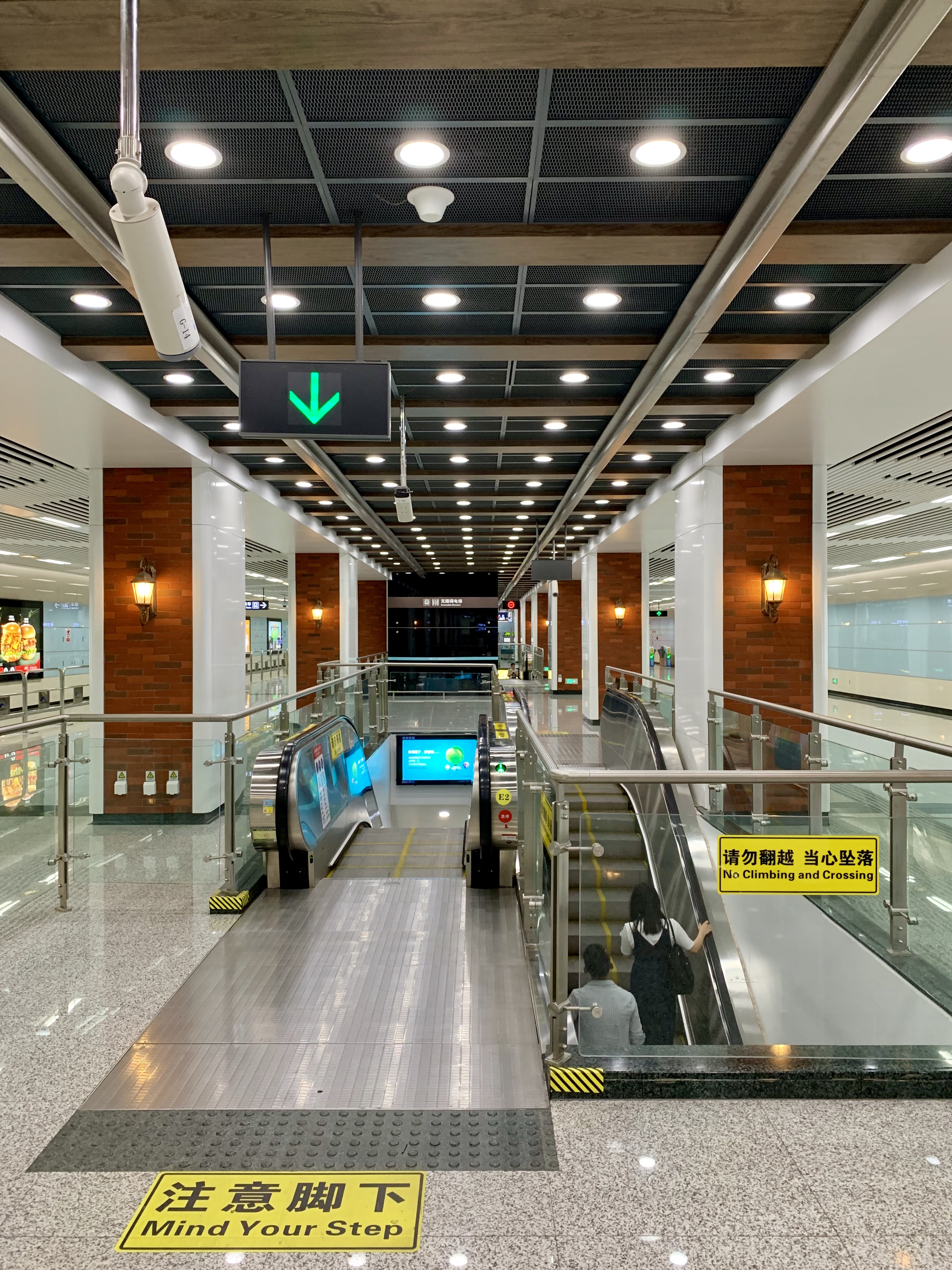
天花板上的铁轨装饰

本站为7号线5座艺术站之一。
因本站所在区域为成都东郊老工业基地，本站在设计上引入铁轨、红砖墙这一显著的地域特征应用到车站空间的装饰设计中，作为对东郊记忆的一种传承。

## 出入口
本站目前开放3个出入口，D出口因17号线施工封闭，但通道内的卫生间可以使用。
| 编号         | 设施       | 指示                             | 照片 |
| ------------ | ---------- | -------------------------------- | ---- |
|              |            | 中环路二仙桥西路段、建设北路三段 |      |
| 出口 · C · 1 | 轮椅升降台 | 中环路二仙桥东路段               |      |
| 出口 · C · 2 |            | 二仙桥北路、二仙桥北一路         |      |

## 公交换乘
7路；36路；71路；146路；180路；425路；1047路

## 历史
- 2014年11月20日，开始主体打围施工[6]；
- 2017年12月6日，车站正式启用[1]。